# Toby Emmerich
Pour les articles homonymes, voir Emmerich.
Toby Emmerich est un producteur et scénariste germano-américain, né le 8 février 1963 à New York, dans l'État de New York, aux (États-Unis).
Il est le frère de Noah Emmerich.

## Filmographie

### comme producteur
- 2000 : Fréquence interdite (Frequency)
- 2001 : Rush Hour 2
- 2002 : Les Chasseurs de primes (All About the Benjamins)
- 2002 : Blade 2
- 2002 : Austin Powers dans Goldmember (Austin Powers 3 : Goldmember)
- 2002 : Friday 3 (Friday After Next)
- 2003 : Highwaymen, la poursuite infernale (Highwaymen)
- 2003 : Destination finale 2 (Final Destination 2)
- 2003 : Willard
- 2003 : Dumb & Dumberer : quand Harry rencontra Lloyd (Dumb and Dumberer: When Harry Met Lloyd)
- 2003 : L'École de la vie (How to Deal)
- 2003 : Le Secret des frères McCann (Secondhand Lions)
- 2003 : Elfe (Elf)
- 2004 : L'Effet papillon (The Butterfly Effect)
- 2004 : Une affaire de cœur (Laws of Attraction)
- 2004 : N'oublie jamais (The Notebook)
- 2004 : Cellular
- 2004 : Trouve ta voix (Raise Your Voice)
- 2004 : Coup d'éclat (After the Sunset)
- 2004 : Blade: Trinity (Blade: Trinity)
- 2005 : Le Fils du mask (Son of the Mask)
- 2005 : Un plan béton (King's Ransom)
- 2005 : Sa mère ou moi ! (Monster-in-Law)
- 2005 : A History of Violence
- 2005 : Serial noceurs (Wedding Crashers)
- 2005 : Le Boss (The Man)
- 2005 : Domino de Tony Scott
- 2005 : Just Friends
- 2005 : Le Nouveau monde (The New World)
- 2006 : Destination finale 3 (Final Destination 3)
- 2006 : Grilled (vidéo)
- 2006 : Des serpents dans l'avion (Snakes on a Plane)
- 2008 : Soyez sympas, rembobinez (Be Kind Rewind) de Michel Gondry
- 2008 : Honeymoon with Harry
- 2008 : Le prix de la loyauté (Pride and Glory) de Gavin O'Connor
- 2013 : We're the Millers de Rawson Marshall Thurber
- 2025 : Mortal Kombat 2 de Simon McQuoid

### comme scénariste
- 2000 : Fréquence interdite (Frequency)
- 2007 : Mimzy, le messager du futur (The Last Mimzy)